# Antonio Marino Priuli
Marcello Crescenzi (Veneza, 17 de agosto de 1707 - Treville, 26 de outubro de 1772) foi um cardeal do século XVIII

## Biografia
Nasceu em Veneza em 17 de agosto de 1707, nasceu no mar enquanto seus pais voltavam para Veneza, pois haviam ido a Pádua venerar S. Antonio (1) . De uma nobre família patrícia. Quinto dos oito filhos de Antonio Marin Priuli e Cornelia Cornaro. Os outros irmãos eram Cecilia, Marina, Laura, Lucrezia, Antonio Marin (chamado Giovanni), Antonio Marin (chamado Luigi) Antonio Marin (também chamado Luigi). Foi baptizado na igreja paroquial de S. Felice. Seu primeiro nome também está listado como Antonio Marin; e como Antonio Maria. Sobrinho-neto do cardeal Giorgio Cornaro (1697), por parte de mãe. Outros cardeais de outra linhagem da família foram Lorenzo Priuli (1596); Matteo Priuli (1616); Pietro Priuli (1706); Luigi Priuli (1712).
Recebeu a educação inicial em casa sob a direção dos preceptores; decidido a ingressar no estado eclesiástico, foi estudar teologia com os jesuítas, no colégio particular do padre Pola, célebre teólogo. Em seguida, estudou na Universidade de Pádua, onde obteve o doutorado in utroque iure , direito canônico e civil em 31 de agosto de 1734. Recebeu as insígnias do caráter clerical em 21 de dezembro de 1728; as ordens menores em 27 de dezembro de 1728; o subdiaconato em 3 de setembro de 1730; e o diaconato em 8 de setembro de 1730.
Ordenado em 10 de setembro de 1730. Entrou na prelazia romana. Nomeado para a Sé de Vicenza pela República de Veneza.
Eleito bispo de Vicenza em 19 de dezembro de 1738. Consagrado em 18 de janeiro de 1739, em Roma, pelo cardeal Pietro Ottoboni. Assistente do Trono Pontifício, 18 de janeiro de 1738.
Criado cardeal sacerdote no consistório de 2 de outubro de 1758; com um breve apostólico de 4 de outubro de 1758, o papa enviou-lhe o barrete vermelho com oablegato monsenhor Felice Savorgnano; recebeu o chapéu vermelho em 2 de junho de 1759; e o título de S. Maria della Pace, 13 de julho de 1759. Optou pelo título de S. Marco, 19 de abril de 1762. Atribuído à SS. CC. do Concílio Tridentino, Bispos e Regulares, Ritos e Indulgências e Sagradas Relíquias. Transferido para a sede de Pádua, em 6 de abril de 1767. Participou do conclave de 1769, que elegeu o Papa Clemente XIV.
Morreu em Treville em 26 de outubro de 1772, lugar de descanso de sua família, município de Castelfranco Veneto, onde se foi tentando melhorar sua saúde vacilante. Seu corpo foi trasladado para Pádua e exposto em sua catedral, onde ocorreram as solenes exéquias com a participação dos cônegos do cabido da catedral e do clero; ele foi enterrado no sepulcro dos bispos daquela catedral.